# Konrad Lorenz
Konrad Zacharias Lorenz (pronunciación en alemán: /ˈkɔnʁaːt ˈloːʁɛnts/; 7 de noviembre de 1903 – 27 de febrero de 1989), conocido como Konrad Lorenz, fue un zoólogo, etólogo y ornitólogo austríaco. Compartió el Premio Nobel de Medicina de 1973 con Nikolaas Tinbergen y Karl von Frisch. A menudo se lo considera uno de los fundadores de la etología moderna, el estudio del comportamiento animal en su hábitat natural. Desarrolló un enfoque que comenzó con una generación anterior, que incluía a su maestro Oskar Heinroth.
Lorenz estudió el comportamiento instintivo en animales, especialmente gansos comunes y grajillas occidentales. Trabajando con gansos, investigó el principio de la impronta, el proceso por el cual algunas aves nidífugas (es decir, aves que abandonan su nido temprano) se unen instintivamente con el primer objeto en movimiento que ven dentro de las primeras horas de la eclosión de sus huevos. Aunque Lorenz no descubrió el tema, se hizo ampliamente conocido por sus descripciones de la impronta como un vínculo instintivo. En 1936 conoció a Tinbergen, y los dos colaboraron en el desarrollo de la etología como una subdisciplina separada de la biología. 
Un estudio del Review of General Psychology, publicado en el 2002, clasificó a Lorenz como el 65.º erudito más citado del siglo XX en las revistas científicas de psicología, manuales universitarios introductorios de psicología y reseñas de estudios.
El trabajo de Lorenz fue interrumpido por el inicio de la Segunda Guerra Mundial y en 1941 fue reclutado en el ejército alemán como médico. En 1944 fue enviado al Frente Oriental, donde fue capturado por el Ejército Rojo y pasó cuatro años como prisionero de guerra alemán en la Armenia soviética. Durante estos años, fue miembro del Partido Nacionalsocialista Obrero Alemán (Partido Nazi).
Lorenz escribió numerosos libros, algunos de los cuales, como El anillo del rey Salomón, Sobre la agresión y El hombre se encuentra con el perro, se convirtieron en lecturas populares.

## Biografía

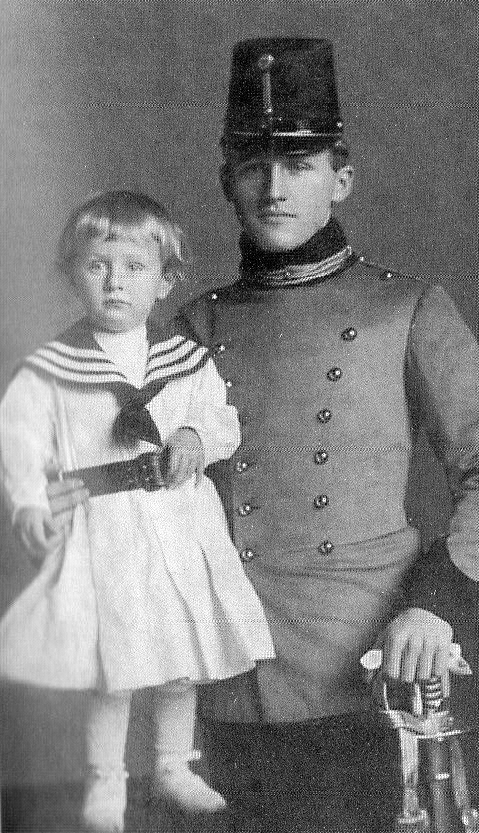
Junto a su padre Alfred Lorenz en 1904.

### Primeros años y estudios (1903-1933)
En su ensayo autobiográfico, publicado en 1973 en Les Prix Nobel (se solicita a los ganadores de los premios que proporcionen dichos ensayos), Lorenz acredita su carrera a sus padres, quienes "fueron sumamente tolerantes con mi excesivo amor por los animales", y también, al encuentro durante su infancia con El maravilloso viaje de Nils Holgersson de Selma Lagerlöf, que "lo llenó de un gran entusiasmo por los gansos salvajes".
A pedido de su padre, Adolf Lorenz, comenzó a estudiar su pregrado en medicina en 1922 en la Universidad de Columbia, pero regresó a Viena en 1923 para continuar sus estudios en la Universidad de Viena. Se graduó como doctor en Medicina (M.D.) en 1928 y se convirtió en profesor asistente en su Instituto de Anatomía hasta 1935. Comenzó un segundo doctorado (Ph.D.), esta vez en zoología, del cual egresó en 1933.
Mientras todavía era estudiante, Lorenz comenzó a construir lo que se convertiría en una gran ménagerie («casa de fieras»), desde animales domésticos hasta animales exóticos. En su popular libro El anillo del rey Salomón, Lorenz cuenta que mientras estudiaba en la Universidad de Viena mantuvo una variedad de animales en el departamento de sus padres, desde peces hasta un mono capuchino llamado Gloria.

### Inicios como académico (1933-1939)
En 1936, en un simposio científico internacional sobre el instinto, Lorenz conoció a su gran amigo y colega Nikolaas Tinbergen. Juntos estudiaron gansos: salvajes, domésticos e híbridos. Un resultado de estos estudios fue que Lorenz "se dio cuenta de que un aumento abrumador en los impulsos de alimentación, así como de la cópula y una disminución de los instintos sociales más diferenciados es característica de muchos animales domésticos". Lorenz comenzó a sospechar y temer "que procesos análogos de deterioro puedan estar trabajando con la humanidad civilizada". Esta observación de los híbridos de aves hizo que Lorenz creyera que la domesticación resultante de la urbanización en humanos también podría causar efectos disgénicos, y argumentar en dos artículos que las políticas eugenésicas nazis contra esto, por lo tanto, estaban científicamente justificadas.

### Participación en la Segunda Guerra Mundial (1939-1948)
En 1940 se convirtió en profesor de psicología en la Universidad de Königsberg. Fue reclutado en la Wehrmacht en 1941. Intentó ser mecánico de motocicletas, pero en su lugar fue asignado como psicólogo militar, realizando estudios raciales sobre humanos en la Poznań ocupada bajo Rudolf Hippius. El objetivo era estudiar las características biológicas de las "mestizos alemanes-polacos" para determinar si se "beneficiaban" de la misma ética de trabajo que los alemanes puros. Se desconoce el grado en que Lorenz participó en el proyecto, pero el director del proyecto Hippius se refirió un par de veces a Lorenz como el "psicólogo examinador".
Más tarde, Lorenz declaró que una vez vio transportes de reclusos en campos de concentración en el Fuerte VII cerca de Poznań, lo que lo hizo «darse cuenta por completo de la completa inhumanidad de los nazis».
Fue enviado al frente ruso en 1944, donde rápidamente se convirtió en prisionero de guerra en la Unión Soviética de 1944 a 1948. En cautiverio en la Armenia soviética, continuó trabajando como médico y «se hizo tolerablemente fluido en ruso y se hizo bastante amigable con algunos rusos, en su mayoría médicos». Cuando fue repatriado, se le permitió conservar el manuscrito de un libro que había estado escribiendo y su estornino mascota. Llegó a Altenberg (la casa de su familia, cerca de Viena) tanto "con el manuscrito como con el pájaro intacto". El manuscrito se convirtió en su libro de 1973 Die Rückseite des Spiegels.

### Regreso a Viena, Premio Nobel de Medicina y últimos años (1949-1989)
La Sociedad Max Planck estableció el "Instituto Lorenz de Fisiología del Comportamiento" en Buldern, Alemania, en 1950. En sus memorias, Lorenz describió la cronología de sus años de guerra de manera diferente de lo que los historiadores han podido documentar después de su muerte. Él mismo afirmó que fue capturado en 1942, donde en realidad solo fue enviado al frente y capturado en 1944, dejando completamente de lado su participación en el proyecto de Poznań.
En 1958, Lorenz se transfirió al Instituto Max Planck de Fisiología del Comportamiento en Seewiesen. Compartió el Premio Nobel de Fisiología o Medicina de 1973 "por descubrimientos en patrones de comportamiento individual y social" con otros dos importantes etólogos tempranos, Nikolaas Tinbergen y Karl von Frisch. En 1969, se convirtió en el primer receptor del Premio Mundial Cino Del Duca. Era amigo y alumno del reconocido biólogo Sir Julian Huxley (nieto del "bulldog de Darwin", Thomas Henry Huxley, y hermano del escritor Aldous Huxley). El famoso psicoanalista Ralph Greenson y Sir Peter Scott eran buenos amigos suyos. Lorenz y Karl Popper eran amigos de la infancia. Muchos años después de conocerse, durante la celebración de los 80 años de Popper, escribieron juntos un libro titulado Die Zukunft ist offen.
Se retiró del Instituto Max Planck en 1973, pero continuó investigando y publicando en Altenberg y Grünau im Almtal en Austria. Murió el 27 de febrero de 1989 en Altenberg.

## Etología

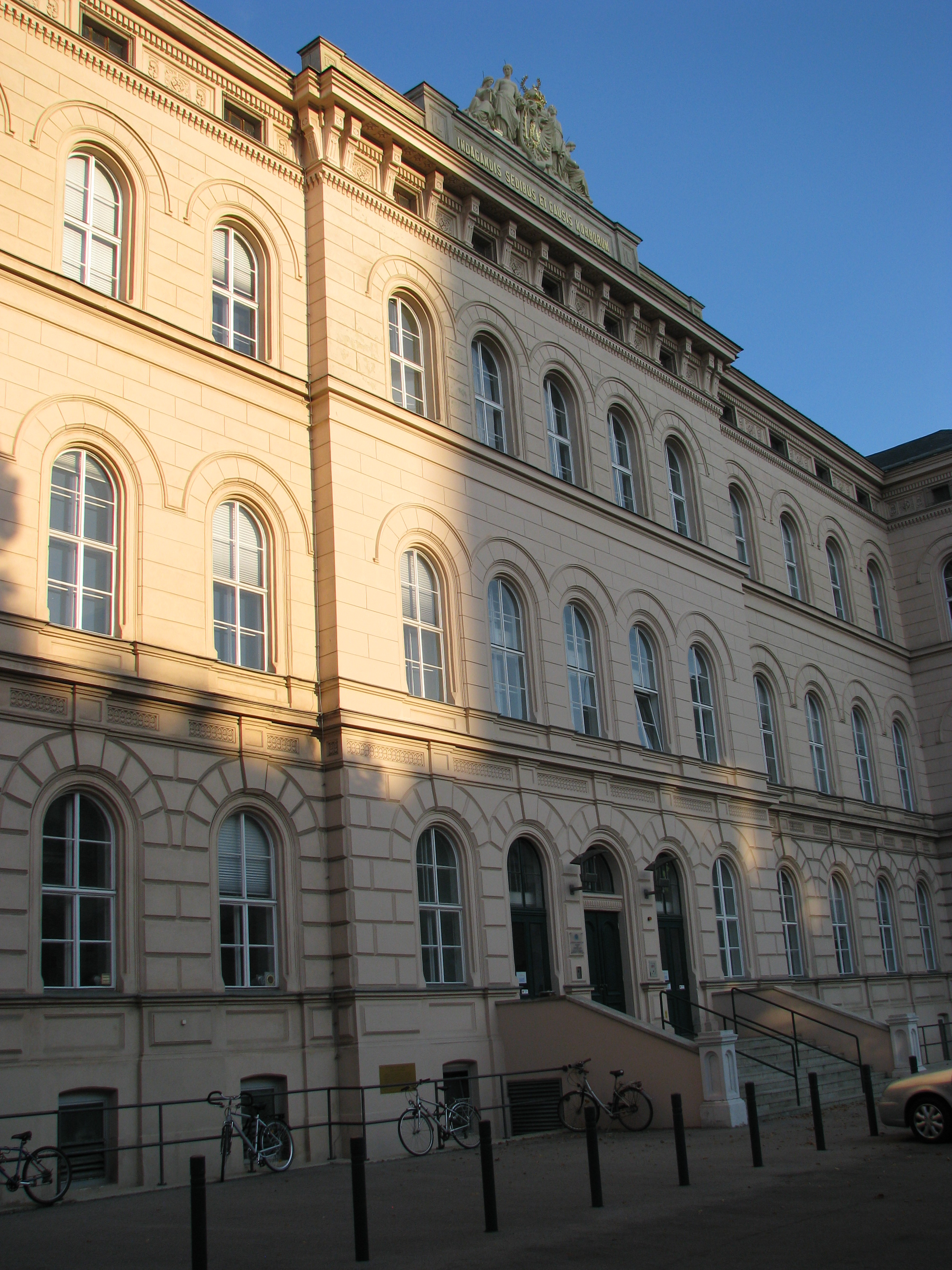
Facultad de Medicina de la Universidad de Viena.

Lorenz es reconocido como uno de los padres fundadores del campo de la etología, el estudio del comportamiento animal en su hábitat natural. Es conocido por su descubrimiento del principio de apego o impronta, a través del cual en algunas especies se forma un vínculo entre un animal recién nacido y su cuidador. Douglas Spalding descubrió este principio en el siglo XIX, y el mentor de Lorenz, Oskar Heinroth, también había trabajado en el tema, pero la descripción de Lorenz de Prägung, impronta, en pájaros nidifugos como los gansos grises en su libro de 1935 Der Kumpan en der Umwelt des Vogels ("El compañero en el medio ambiente de las aves") devino en explicación fundamental del fenómeno.
Aquí, Lorenz especificó el concepto de Umwelt de Jakob von Uexküll para comprender cómo la percepción limitada de los animales filtraba ciertos fenómenos con los que interactúan instintivamente. Por ejemplo, un joven ganso se une instintivamente con el primer estímulo móvil que percibe, ya sea su madre o una persona. Lorenz demostró que este comportamiento de impronta es lo que le permite al ganso aprender a reconocer a los miembros de su propia especie, lo que les permite ser objeto de patrones de comportamiento posterior, como el apareamiento. Desarrolló una teoría del comportamiento instintivo que considera que los patrones de comportamiento son, en gran medida, innatos, pero que se activan a través de estímulos ambientales (como por ejemplo, el efecto halcón/ganso). Argumentó que los animales tienen un impulso interno para llevar a cabo los comportamientos instintivos, y si no encuentran el estímulo correcto, finalmente se involucrarán en el comportamiento con un estímulo inapropiado.
El enfoque de Lorenz a la etología proviene de un escepticismo hacia los estudios de comportamiento animal realizados en entornos de laboratorio. Él consideraba que, para comprender los mecanismos del comportamiento animal, era necesario observar su gama completa de comportamientos en su contexto natural. Lorenz no realizó mucho trabajo de campo tradicional pero detectó animales cerca de su casa. Su método implicaba empatizar con los animales, a menudo usando la antropomorfización para imaginar sus estados mentales. Él creía que los animales experimentan fácilmente muchas de las mismas emociones "humanas".
Tinbergen, amigo de Lorenz con quien recibió el premio Nobel, resumió la importante contribución de Lorenz a la etología como hacer del comportamiento un tema de investigación biológica, el comportamiento como parte del equipo evolutivo de un animal. Tinbergen y Lorenz contribuyeron a hacer de la Etología una subdisciplina reconocida dentro de la Biología y crearon el primer journal académico especializado en este nuevo campo: "Ethology" (originalmente llamado "Zeitschift für Tierpsychologie")

## Postura política: nazismo y ecología
Lorenz se unió al Partido Nazi en 1938 y aceptó una cátedra universitaria bajo el régimen nazi. En su solicitud para ser miembro del partido, escribió: "Puedo decir que todo mi trabajo científico está consagrado a las ideas de los nacionalsocialistas". Sus publicaciones durante ese tiempo llevaron en años posteriores a acusaciones de que su trabajo científico había sido contaminado por simpatías nazis. Su trabajos publicados durante el período nazi incluyó el apoyo a las ideas nazis de "higiene racial".
En su autobiografía, Lorenz escribió:

I was frightened—as I still am—by the thought that analogous genetical processes of deterioration may be at work with civilized humanity. Moved by this fear, I did a very ill-advised thing soon after the Germans had invaded Austria: I wrote about the dangers of domestication and, in order to be understood, I couched my writing in the worst of Nazi terminology. I do not want to extenuate this action. I did, indeed, believe that some good might come of the new rulers. The precedent narrow-minded catholic regime in Austria induced better and more intelligent men than I was to cherish this naive hope. Practically all my friends and teachers did so, including my own father who certainly was a kindly and humane man. None of us as much as suspected that the word "selection", when used by these rulers, meant murder. I regret those writings not so much for the undeniable discredit they reflect on my person as for their effect of hampering the future recognition of the dangers of human domestication.

Estaba asustado, como todavía lo estoy, por la idea de que procesos genéticos análogos de deterioro puedan estar desarrollándose como producto de la humanidad civilizada. Movido por este miedo, hice algo muy poco aconsejable poco después de que los alemanes habían invadido Austria: escribí sobre los peligros de la domesticación y, para que me entendieran, redacté mis escritos con la peor terminología nazi. No quiero atenuar esta acción. De hecho, creía que algo bueno podría venir de los nuevos gobernantes. El régimen católico de mente estrecha precedente en Austria indujo a mejores y más inteligentes hombres que yo a apreciar esta ingenua esperanza. Prácticamente todos mis amigos y maestros lo hicieron, incluido mi propio padre, que ciertamente era un hombre amable y humano. Ninguno de nosotros sospechaba que la palabra "selección", utilizada por estos gobernantes, significaba asesinato. Lamento esos escritos no tanto por el innegable descrédito que reflejan en mi persona como por su efecto de obstaculizar el reconocimiento futuro de los peligros de la domesticación humana.
Konrad Lorenz, 1973

Cuando se hizo pública su solicitud de membresía, negó haber sabido el alcance del genocidio, a pesar de su posición como psicólogo en la Oficina de Política Racial.
También se demostró que había hecho bromas antisemitas sobre 'características judías' en cartas a su mentor Heinroth. En 2015, la Universidad de Salzburgo rescindió póstumamente un doctorado honorario otorgado a Lorenz en 1983, citando su membresía del partido y sus afirmaciones en dicha solicitud, a saber, que fue "desde siempre un nacionalsocialista", y que su trabajo "está al servicio del pensamiento nacionalsocialista". La universidad también lo acusó de utilizar su trabajo para difundir "elementos básicos de la ideología racista del nacionalsocialismo".
Durante los últimos años de su vida, Lorenz apoyó al incipiente Partido Verde de Austria y en 1984 se convirtió en la cara visible del Konrad Lorenz Volksbegehren, un movimiento de base que se formó para evitar la construcción de una planta de energía en el Danubio cerca de Hainburg an der Donau y, por lo tanto, la destrucción del bosque circundante.

## Obra principal
- El compañero en el ambiente de las aves. en: J. für Ornithologie 83 (2-3), p. 137 - 215 y p. 289 - 413 (reimpresión de 1965, en: "El comportamiento humano y animal" Vol. 1). (1935)
- Hablaba con las bestias, los peces y los pájaros, conocido también como: El anillo del rey Salomón (1949)
- Cuando el hombre encontró al perro (1950)
- Sobre la agresión (1966)
- La otra cara del espejo (1973)
- Los ocho pecados mortales de la humanidad civilizada (1973)
- Fundamentos de la etología (1982)
- La decadencia del hombre (1983)
- Estoy aquí, ¿dónde estás tú?. Etología del ganso gris silvestre (1988)
- La ciencia del hombre. El manuscrito ruso (1992)

## Honores
- ForMemRS (1964)[1]

### Eponimia
- "Colegio Anglo-Alemán Konrad Lorenz", Mendoza, Argentina, que rinde homenaje a Konrad Lorenz.

- En Bogotá, Colombia, existe una universidad que también lleva su nombre: Fundación Universitaria Konrad Lorenz.

- En Florida (Buenos Aires) se encuentra el jardín y escuela primaria "Escuela Konrad Lorenz".